# Richard Nixon
Richard Milhous Nixon (Yorba Linda, 9 gennaio 1913 – New York, 22 aprile 1994) è stato un politico statunitense, 37º Presidente degli Stati Uniti d'America dal 1969 al 1974.
Fra le sue politiche vi furono il progressivo disimpegno di uomini sul campo nella guerra del Vietnam in favore di bombardamenti, diplomazia e guerra segreta, l'apertura alla Cina in chiave antisovietica e alla ricerca di nuovi sbocchi di mercato, l'anticomunismo e la libertà d'impresa, un parziale sostegno ai diritti civili in particolare nella lotta contro il segregazionismo, l'inasprimento dei divieti contro le cosiddette droghe leggere, l'istituzionalizzazione delle prime politiche ambientali e la ricerca di una riforma complessiva delle cure sanitarie che mantenesse il ruolo fondamentale delle imprese private piuttosto che del settore pubblico. La sua presidenza sostenne inoltre il colpo di Stato in Cile nel 1973, che estromise con la violenza il governo di Salvador Allende, morto durante il bombardamento del Palacio de la Moneda, e portò il dittatore Augusto Pinochet al potere.
È stato il primo presidente degli Stati Uniti d'America nato in uno degli Stati del Pacifico ed è stato finora l'unico presidente statunitense a dimettersi dalla carica. Le sue dimissioni avvennero il 9 agosto 1974, per anticipare l'imminente impeachment in seguito allo scandalo Watergate. Richard Nixon rimane uno dei presidenti più controversi della storia degli Stati Uniti d'America. Durante il suo mandato e soprattutto nei primi anni dopo le dimissioni, fu duramente criticato il suo metodo di governo, che non escludeva pressioni e interferenze anche illegali sia negli affari interni sia nelle relazioni internazionali; la sua politica di guerra in Indocina fu ritenuta immorale, al di fuori dei limiti costituzionali ed eccessivamente bellicosa; fu contestata la sua tendenza a circondarsi di collaboratori fidati, ma dal discutibile comportamento. Le sue dimissioni e la parziale ammissione delle sue colpe hanno gravemente pregiudicato dal punto di vista storico la valutazione complessiva della sua presidenza.
Dopo la presidenza, scrisse nove libri e intraprese molti viaggi all'estero, contribuendo a riabilitare la sua immagine in quella di anziano statista.

## Biografia

### Origini familiari

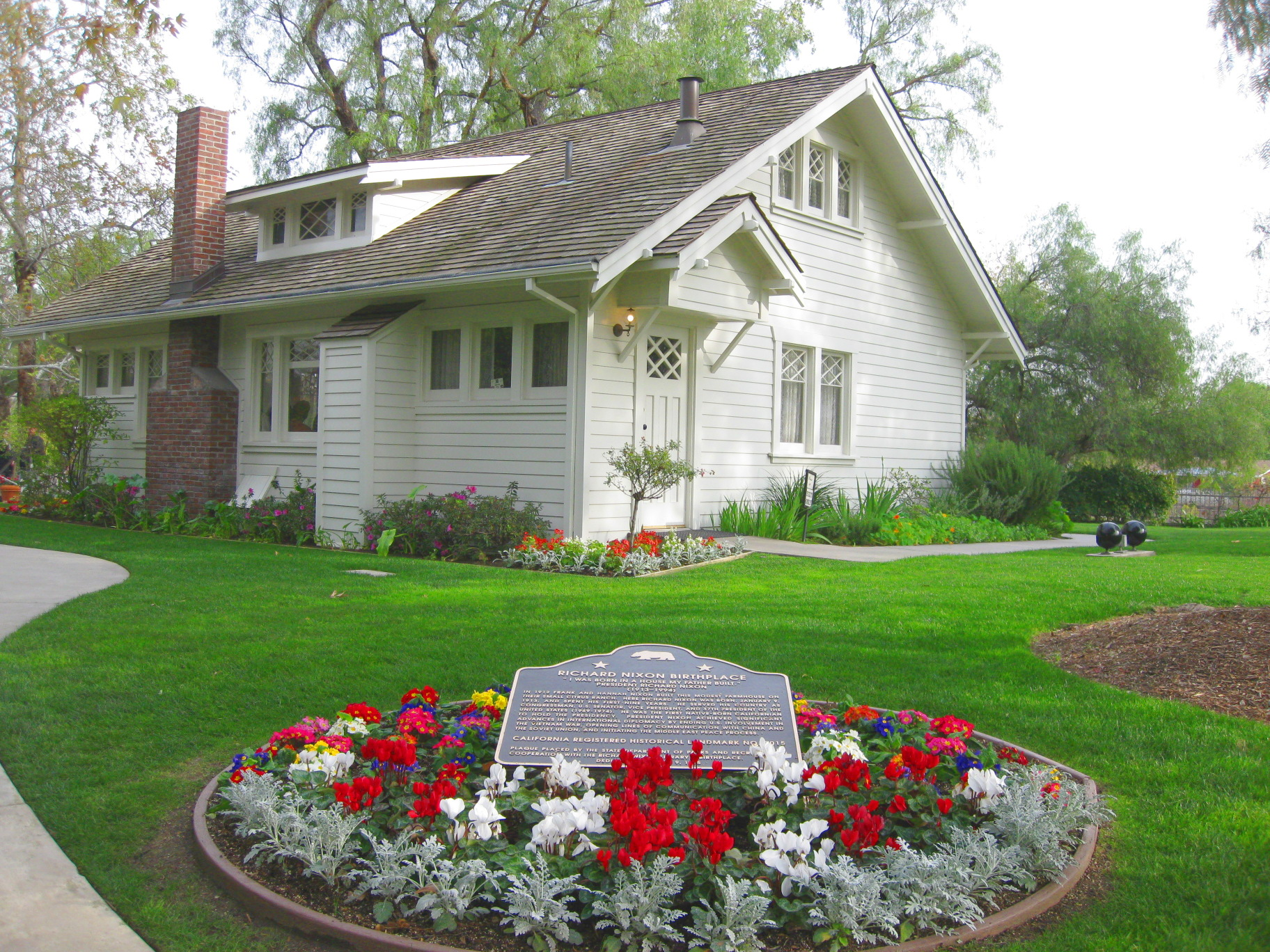
La casa natale di Richard Nixon

Nacque da Francis A. Nixon (1889-1975) e Hannah Milhous (1887-1970), il 9 gennaio 1913, nella casa paterna a Yorba Linda, California. Sua madre era una quacchera (il padre si convertì dal metodismo dopo il matrimonio) e la sua educazione venne caratterizzata dalle usanze dei quaccheri del tempo, come ad esempio l'astensione da alcol, balli e turpiloquio. Nixon aveva quattro fratelli: Harold (1909-1933), Donald (1914-1987), Arthur (1918-1925) ed Edward (1930-2019). Quattro dei cinque figli ricevettero i nomi di re d'Inghilterra.
I primi anni di vita di Nixon furono segnati da difficoltà, ed egli citò una frase di Eisenhower per descrivere la sua infanzia: "Eravamo poveri, ma la fortuna era che non lo sapevamo". Il ranch di famiglia era fallito nel 1922 e i Nixon si trasferirono a Whittier. In una zona con molti quaccheri, Frank Nixon aprì un negozio di alimentari e benzina. Il fratello minore Arthur morì nel 1925 dopo una breve malattia. All'età di sette anni, a Richard venne trovata una lesione al polmone e, con una storia familiare di tubercolosi, gli fu proibito di praticare sport. La lesione risultò essere tessuto cicatriziale causato da un attacco precoce di polmonite.

### Gli studi

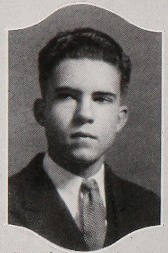
Nixon a 17 anni

Il giovane Richard frequentò la Est Whittier Elementary School. I suoi genitori credevano che la High School di Whittier avesse spinto il fratello più grande Harold a vivere una vita dissoluta, prima di ammalarsi di tubercolosi e morire nel 1933. Così mandarono Richard alla Fullerton Union High School. Ebbe ottimi voti, anche se per raggiungere la scuola doveva compiere un tragitto di un'ora con l'autobus scolastico. Dopo il primo anno da matricola, visse con una zia a Fullerton durante la settimana. Giocò nella squadra di football e partecipò ai dibattiti di arte oratoria, eccellendo nei discorsi che teneva in classe.
A partire da settembre 1928, i genitori acconsentirono a trasferirlo alla scuola di Whittier. A Whittier, Nixon subì la sua prima sconfitta elettorale, come candidato a presidente del corpo studentesco. Generalmente si alzava alle 4 del mattino per guidare il camion di famiglia a Los Angeles e acquistare verdure al mercato, poi le portava al negozio e andava a scuola. Intanto la madre e Harold si trasferirono in Arizona, nella speranza che il clima secco aiutasse il ragazzo contro la sua malattia.
A Nixon venne offerta una borsa di studio per frequentare Harvard, ma la continua malattia di Harold e la necessità della loro madre di prendersi cura di lui rendevano Richard necessario al negozio. Rimase nella sua città natale e frequentò il Whittier College. Nixon giocò per le squadre universitarie di basket e di football, ma con scarso successo. Nixon voleva entrare in una società letteraria, la Franklin, ma non venne ammesso perché non proveniva da una famiglia importante: egli rispose contribuendo a fondare una nuova società, la Orthogonian Society.
Oltre alla società, la scuola e il lavoro al negozio, Nixon trovò il tempo per un gran numero di attività extrascolastiche, diventando campione di dibattito e guadagnandosi una reputazione come gran lavoratore. Nel 1933, si fidanzò con Ola Florence Welch, figlia del capo della polizia di Whittier: la relazione cessò nel 1935. Dopo la laurea nel 1934, Nixon ebbe una borsa di studio per frequentare la Duke University School of Law. Nel 1937 si specializzò in legge.

### Matrimonio, carriera legale e servizio militare
Dopo la laurea alla Duke, Nixon inizialmente sperava di entrare nel FBI. Ricevette risposta alla sua lettera di candidatura anni dopo, apprendendo di essere stato ammesso, ma la sua nomina era stata annullata all'ultimo minuto a causa di tagli al bilancio. Tornò in California, dove venne ammesso allo State Bar, un ramo amministrativo della Corte Suprema. Iniziò il praticantato come avvocato presso lo studio legale Wingert & Bewley di Whittier, che si occupava di contenziosi commerciali per le aziende petrolifere locali e altre questioni societarie.
Nixon si vantava con orgoglio di essere l'unico presidente moderno ad aver lavorato come avvocato praticante. Egli era però riluttante a lavorare su casi di divorzio, perché era imbarazzato e infastidito dal dover parlare con le clienti della loro vita sessuale e personale. Nel 1938 aprì una propria filiale di Wingert e Bewley a La Habra e divenne un socio a pieno titolo dello studio l'anno successivo. Nel gennaio del 1938 conobbe la futura moglie, un'insegnante di nome Thelma "Pat" Ryan: nelle sue memorie descrisse l'incontro come "un caso di amore a prima vista".
Si sposarono con una modesta cerimonia il 21 giugno 1940 e, dopo la luna di miele in Messico, i Nixon iniziarono la loro vita coniugale a Whittier; ebbero due figlie, Tricia (nata nel 1946) e Julie (nata nel 1948). Nel gennaio del 1942 la coppia si trasferì a Washington, dove Nixon venne assunto all'Ufficio Controllo Prezzi.
Quattro mesi dopo fu chiamato a servire nella Marina degli Stati Uniti. Come quacchero avrebbe potuto avere l'esenzione dal servizio militare, ma usufruì solo delle proroghe per gli impiegati al servizio del governo, cosicché entrò in Marina nel 1942. Nixon divenne guardiamarina nel mese di ottobre 1942: il suo primo incarico fu quello di aiutante di bandiera del comandante della Naval Air Station Ottumwa in Iowa. Trasferito al South Pacific Air Transport Command, occupandosi della logistica delle operazioni nel teatro del Pacifico sud-occidentale della seconda guerra mondiale. Il 1º ottobre 1943 Nixon fu promosso tenente di vascello ed ebbe due stelle di servizio e un encomio solenne dalla Marina poi tramutato in Navy and Marine Corps Commendation Medal, anche se non partecipò mai a combattimenti.
Al suo ritorno negli Stati Uniti d'America, Nixon fu nominato responsabile amministrativo della Naval Air Station di Alameda, in California. Nel gennaio del 1945 fu trasferito al Bureau of Aeronautics a Filadelfia, per aiutare a negoziare la rescissione dei contratti di guerra, ricevendo un'altra lettera di encomio per il suo lavoro. Più tardi Nixon fu assegnato ad altri uffici per lavorare sui contratti e infine a Baltimora. Nel mese di ottobre 1945 fu promosso capitano di corvetta. Lasciò la Marina il 1º gennaio 1946.

### La carriera politica

#### Deputato e senatore
Già nel 1945 si era avvicinato al Partito Repubblicano. Scelto dal partito come candidato californiano, la sua carriera politica iniziò nel 1946 quando fu eletto alla Camera dei Rappresentanti, sconfiggendo il deputato Horace Jeremiah Voorhis. Dick era il diminutivo con cui veniva chiamato da amici e familiari.
Sfruttando le sue capacità di attrazione dell'elettorato e la sua fama di anti-comunista, Nixon salì rapidamente nella gerarchia del partito. Al Congresso Nixon sostenne la legge Taft-Hartley del 1947 - una legge federale che controllava le attività e il potere dei sindacati - e fu membro delle commissioni per l'istruzione e il lavoro. Fece parte del Comitato di Herter, che analizzò il fabbisogno in Europa di programmi di aiuto degli Stati Uniti d'America: Nixon era il più giovane membro del comitato, nonché l'unico della costa occidentale. Il loro lavoro portò al Piano Marshall.
Nixon ottenne l'attenzione nazionale nel 1948, quando, come membro della Commissione per le attività antiamericane di Joseph McCarthy, istruì l'accusa contro Alger Hiss, accusato di spionaggio. Nixon era convinto che Hiss - avvocato e funzionario del Dipartimento di Stato - fosse una spia sovietica e un simpatizzante comunista e riuscì a farlo condannare per falsa testimonianza. Si candidò al Senato e nel 1950 ottenne il seggio. Nixon criticò anche il presidente Harry Truman, accusato di manipolare l'opinione pubblica sulla guerra di Corea; sostenne l'opportunità che Alaska e Hawaii divenissero Stati membri; votò a favore dei diritti civili delle minoranze e contro il controllo dei prezzi e altre restrizioni monetarie; si oppose ai benefici per gli immigrati illegali.

#### Vicepresidente degli Stati Uniti d'America

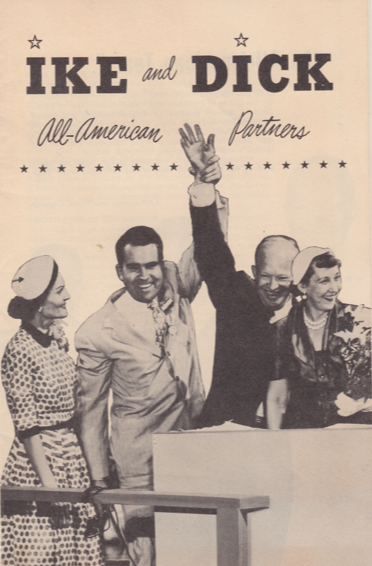
Propaganda elettorale di Nixon ed Eisenhower

A soli trentanove anni di età, nel luglio 1952, fu scelto dal Partito Repubblicano come candidato alla vicepresidenza a fianco di Dwight Eisenhower. La scelta non fu priva di polemiche: a settembre dello stesso anno il New York Post pubblicò un articolo, secondo il quale alcuni finanziatori della campagna elettorale avevano costituito un fondo segreto per le spese personali di Nixon.
Egli però si difese con energia. Fece svolgere una verifica contabile indipendente, che dimostrò l'infondatezza della notizia. Soprattutto comparve in televisione il 23 settembre 1952 per rispondere direttamente alle accuse, con un intervento appassionato e retorico, che passò alla storia come il "discorso di Checkers" e che accrebbe notevolmente la sua popolarità. Alle elezioni presidenziali del 1952, Eisenhower e Nixon furono eletti rispettivamente presidente e vicepresidente degli Stati Uniti d'America, battendo i loro concorrenti di sette milioni di voti.
Nixon diede alla carica di vicepresidente maggiore rilievo che in passato, interpretando il suo ruolo in modo incisivo e consolidando la sua statura di uomo politico in patria e all'estero. Particolarmente importanti furono in questo contesto i numerosi viaggi all'estero, compiuti insieme alla moglie, per raccogliere sostegno alla politica degli Stati Uniti d'America durante la guerra fredda. Tra questi va citata la visita in Unione Sovietica nel 1959 per l'inaugurazione dell'Esposizione Nazionale Americana a Mosca: il 24 luglio, girando per la fiera con il segretario generale sovietico Nikita Chruščëv, i due si fermarono presso il modello di una cucina statunitense e ingaggiarono, in maniera improvvisata, il famoso "dibattito in cucina" sui meriti del capitalismo rispetto al comunismo, e viceversa. La maggior parte degli statunitensi riteneva che Nixon avesse vinto il dibattito, aumentando il suo prestigio interno.
Il dibattito ebbe luogo durante un periodo di crescente tensione della guerra fredda, iniziato con il lancio dello Sputnik nel 1957 e proseguito con la crisi degli U-2 nel 1960, e fu registrato su videonastro a colori, una nuova tecnologia, di cui gli Stati Uniti d'America erano pionieri. Nixon non mancò di evidenziarlo come uno dei molti progressi tecnologici americani e vantò altre conquiste dello stile di vita americano, come le lavastoviglie, i tagliaerba, i supermercati pieni zeppi di articoli di drogheria, le Cadillac convertibili, i colori per il trucco, il rossetto, le scarpe con i tacchi a spillo, gli apparecchi hi-fi, le torte assortite, i pasti pronti (i cosiddetti TV dinners) e la Pepsi-Cola. Fu proprio l'enfasi data da Nixon agli elettrodomestici americani che contribuì a dare all'evento il titolo di "dibattito in cucina".
Entrambi i politici presentarono argomentazioni a favore delle conquiste industriali del loro paese. Chruščëv mise in risalto l'attenzione dei sovietici per "le cose che contano" piuttosto che per il lusso, chiedendo sarcasticamente se ci fosse una macchina che "mette il cibo in bocca e lo spinge giù". Nixon rispose che almeno la competizione era tecnologica, anziché militare. Alla fine, entrambi concordarono che gli Stati Uniti d'America e l'Unione Sovietica avrebbero dovuto essere più aperti l'uno con l'altro: tuttavia Chruščëv fu scettico sulla promessa di Nixon che la sua parte nel dibattito sarebbe stata tradotta in inglese e trasmessa negli Stati Uniti d'America.

#### Sconfitta alle elezioni presidenziali contro Kennedy
Al termine del secondo mandato di Eisenhower, Nixon si candidò alla presidenza, ma nelle elezioni del 1960 fu sconfitto dal candidato democratico John Fitzgerald Kennedy. È materia di discussione se quelle del 1960 siano state le prime elezioni presidenziali statunitensi decise dalla televisione. Il confronto televisivo Kennedy-Nixon, che oppose i due contendenti pochi giorni prima dell'apertura dei seggi, fu il primo dibattito presidenziale trasmesso dalla televisione ed è ritenuto un punto di svolta nella comunicazione politica: il momento in cui il medium televisione assume un ruolo decisivo e l'immagine televisiva diventa di capitale importanza per la politica.
Kennedy fu ritenuto unanimemente il vincitore del confronto, nonostante gli osservatori avessero considerato i due sostanzialmente alla pari in termini di oratoria. Kennedy riuscì a prevalere perché più telegenico, accattivante e sicuro di sé, mentre Nixon, che non volle ricorrere ai truccatori, fu penalizzato dallo stato di salute non ottimale, dovuto a settimane di degenza ospedaliera per una frattura, che lo rendevano pallido, fortemente sottopeso e goffo in un abito che gli stava troppo largo. 
Buona parte del merito del successo di Kennedy va comunque accreditata, come poi anche in seguito, all'apporto di uno dei suoi più stretti collaboratori, Arthur Schlesinger Jr., autore dei discorsi di Kennedy, chiamati della Nuova Frontiera, ispirati al pensiero di Gaetano Salvemini.

#### Sconfitta elettorale in California e temporaneo ritiro
Nel 1962 si candidò alla carica di governatore della California, ma ottenne solo il 46,87% dei consensi e fu sconfitto per poco meno di 300.000 voti dal candidato dei democratici Pat Brown. Stressato dalla costosa e difficile campagna elettorale, preso dallo sconforto per il responso delle urne dopo che i principali sondaggisti gli avevano assegnato la vittoria, Nixon decise di lasciare la politica:
(Frase rivolta da Richard Nixon ai giornalisti durante la conferenza stampa in cui annunciava il suo ritiro dalla vita politica dopo la sconfitta nelle elezioni del 1962 per la carica di Governatore della California.)

#### La "promessa elettorale" del 1968

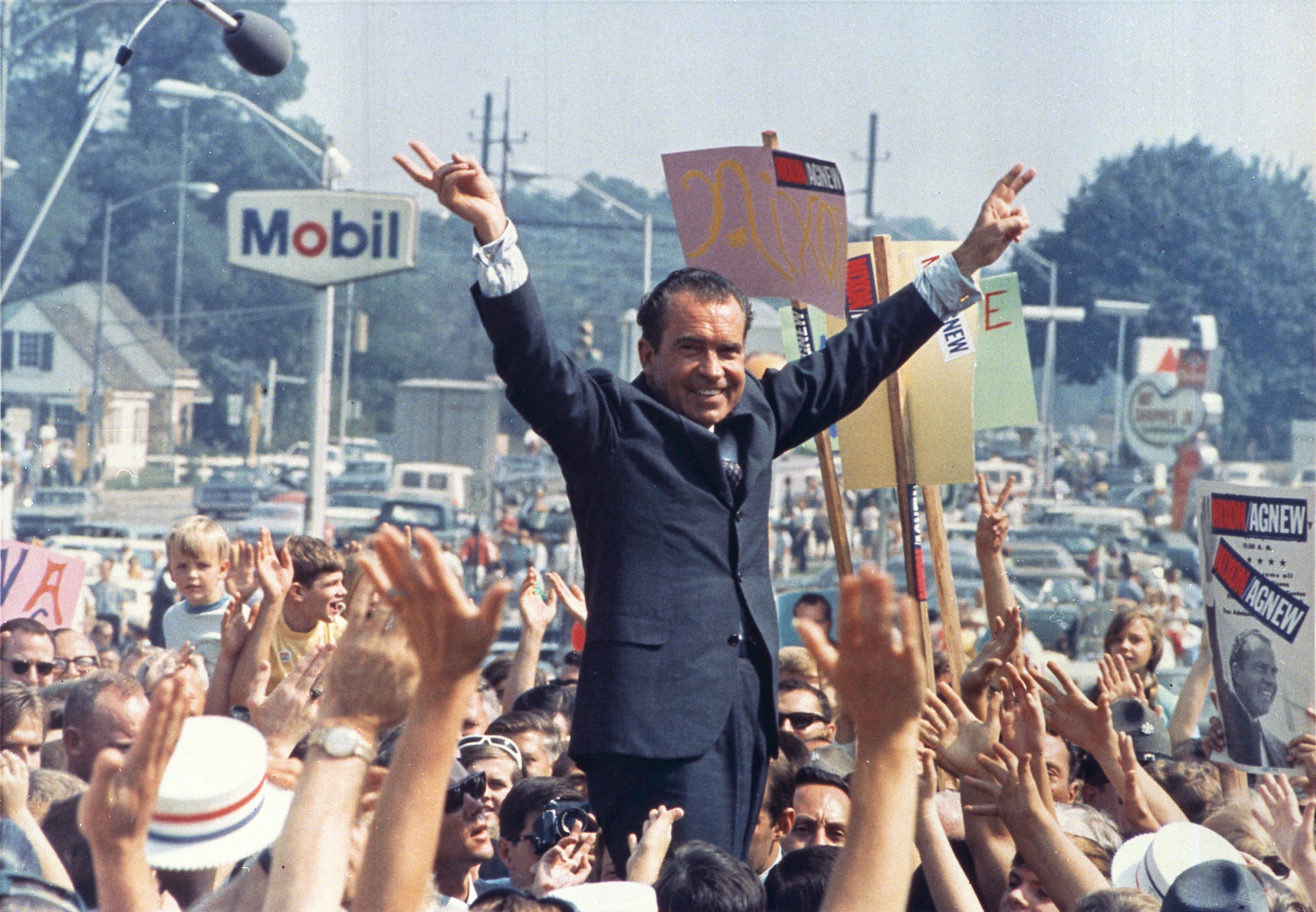
Nixon a Filadelfia durante la campagna elettorale, luglio 1968

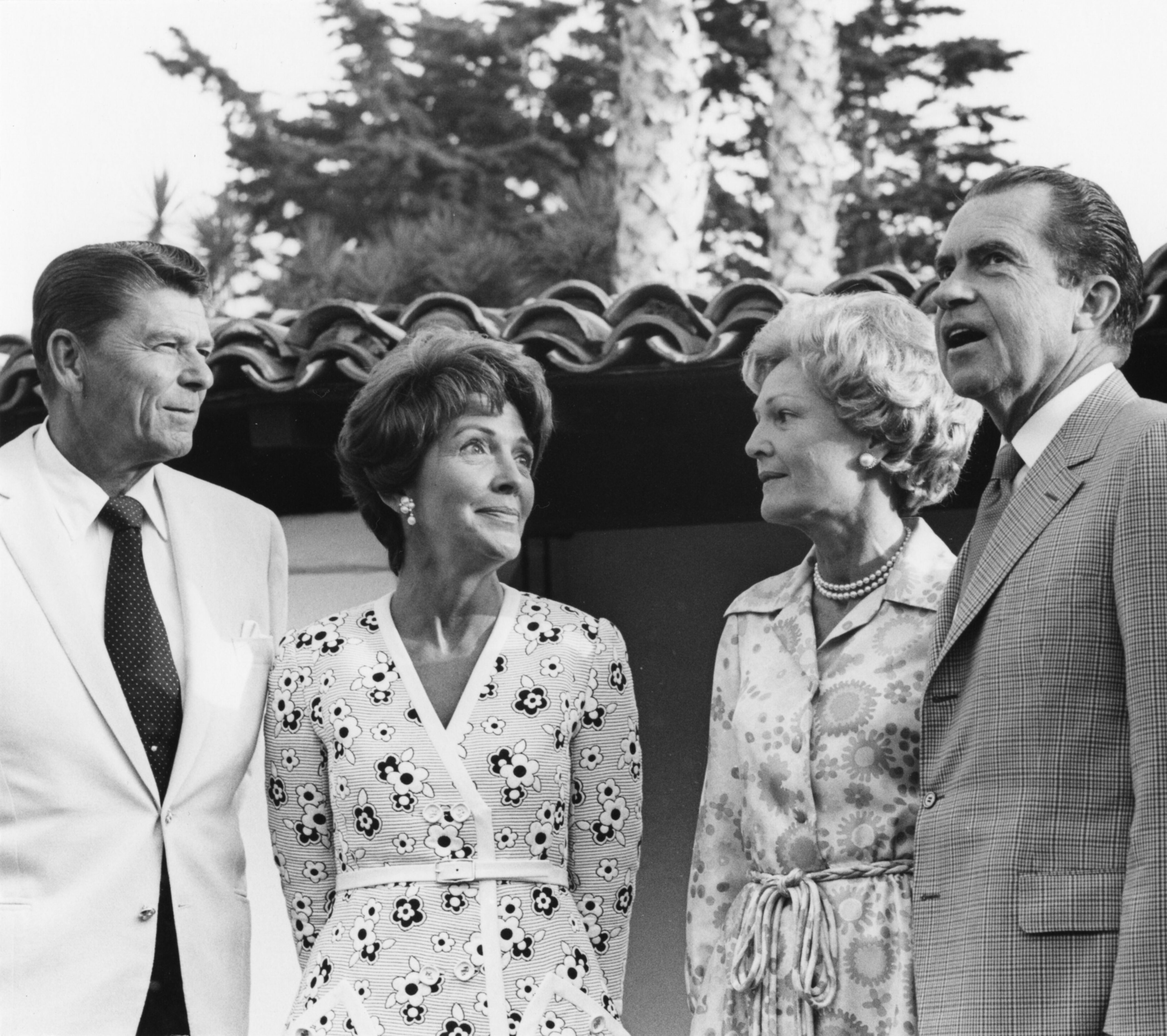
Ronald Reagan e la moglie Nancy con Nixon e la first lady Pat Nixon, luglio 1970

Superata la tentazione di abbandonare la politica, in occasione delle elezioni presidenziali del 1968 Nixon riuscì a tornare protagonista della scena politica, ottenendo la nomination per il suo partito. L'allora presidente in carica, il democratico Lyndon B. Johnson, succeduto a Kennedy dopo il suo assassinio nel 1963, evitò di ricandidarsi alla presidenza mentre era in forte vantaggio nei sondaggi, allo scopo, secondo quanto dichiarò, di dedicarsi interamente alle trattative in corso per la pacificazione del Vietnam. La rimonta e il successo di Nixon fra i repubblicani possono essere parzialmente attribuiti alla forte confusione politica, aggravata dall'assassinio di Robert Kennedy poco prima della sua probabile vittoria finale nelle primarie del Partito Democratico nel giugno del 1968.
Durante la campagna elettorale, Nixon fece appello a quella che chiamava la "maggioranza silenziosa" (un'espressione spesso da lui ripresa) degli americani, di opinioni conservatrici, che non amavano la controcultura hippie e le manifestazioni contro la guerra in Vietnam. Nixon promise all'elettorato una "pace con onore" e, pur senza mai affermare esplicitamente di poter vincere la guerra, disse che la nuova Amministrazione avrebbe posto fine al conflitto e conquistato la pace nel Pacifico (New leadership will end the war and win the peace in the Pacific). Non spiegò nei particolari il suo piano, il che portò il candidato democratico Hubert Humphrey a dichiarare che Nixon doveva avere qualche "piano segreto".
Nixon in realtà non usò mai il termine "piano segreto": tuttavia le parole di Humphrey gli facevano gioco e, non smentite, divennero l'argomento centrale della campagna elettorale. Nixon sconfisse Humphrey con un margine inferiore all'1% nel voto popolare. Alcuni giornali titolarono: "La più grande resurrezione dai tempi di Lazzaro", ma i critici lo accusarono di aver abilmente impostato la campagna elettorale sul fantomatico "piano segreto" per metter fine alla guerra, impedendo allo stesso tempo le trattative di Johnson, ritenute "disonorevoli".

### La presidenza
(Richard Nixon nel discorso alla Nazione pronunciato il 3 novembre 1969 per difendere la sua politica nel Vietnam.)

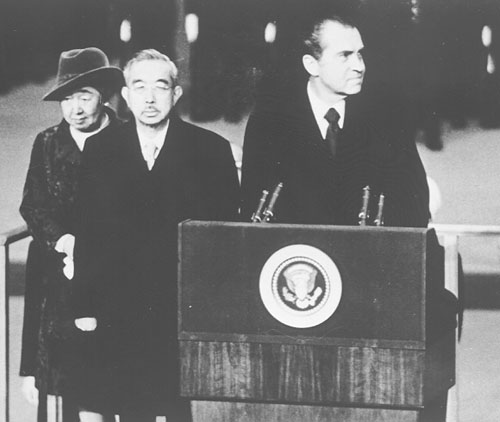
Richard Nixon con Hirohito (1971)

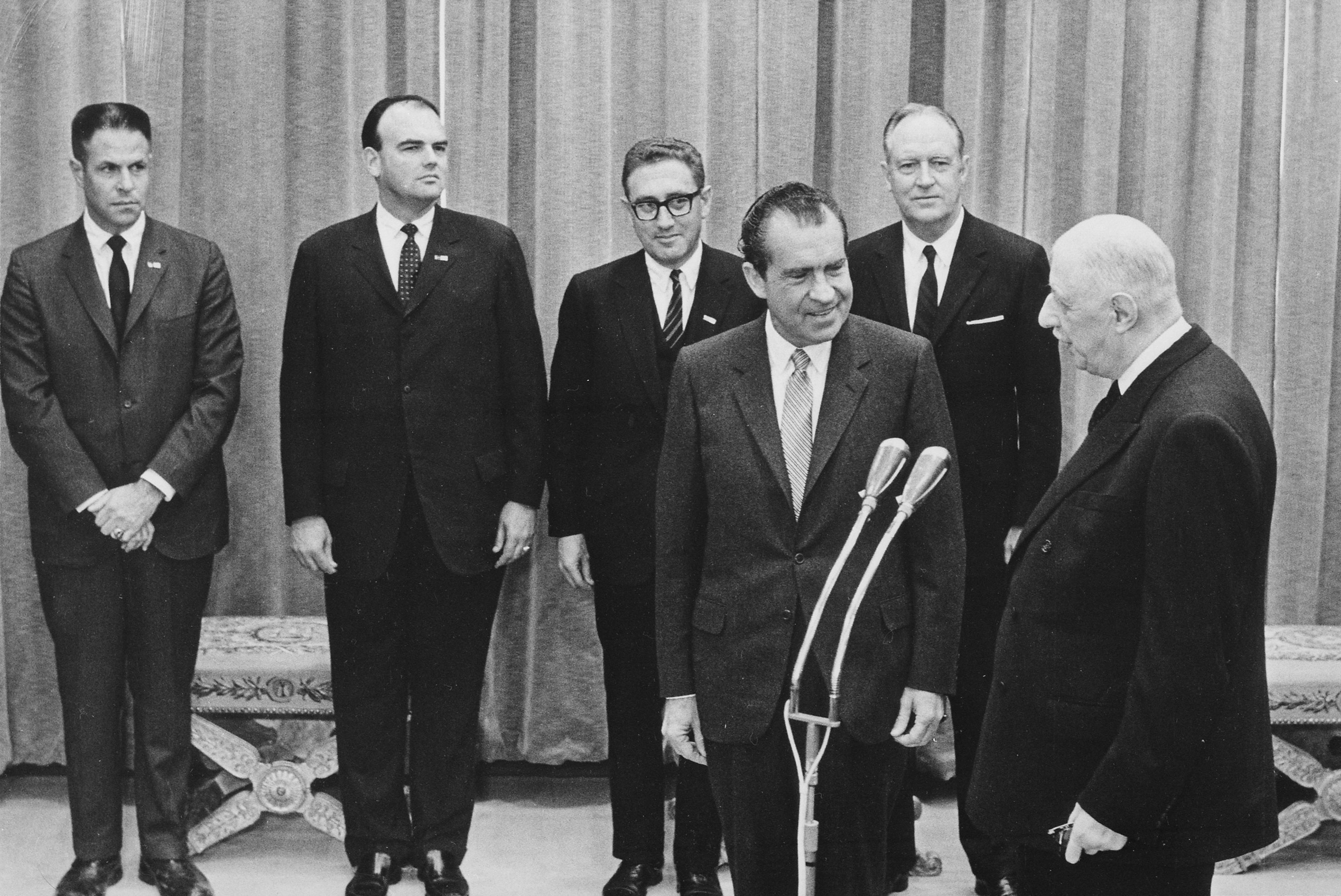
Nixon con Charles de Gaulle

Nixon, assieme al Consigliere per la sicurezza nazionale e poi Segretario di Stato Henry Kissinger, diede una svolta alla politica estera americana, incentrata ancora sulla Dottrina Truman e su un mondo strettamente bipolare. Essi si fecero portatori di una realpolitik, secondo la quale gli USA sarebbero intervenuti con azioni militari solo se gli interessi americani fossero stati realmente in gioco. Essi combinarono le ingerenze strategiche negli affari interni di numerosi Paesi, in particolare in America Latina, nell'ambito della guerra fredda contro l'URSS e il comunismo, con politiche innovative di distensione e di dialogo con le altre potenze mondiali (Unione Sovietica e Cina).
(Breznev all'Ufficio politico dopo la visita a Mosca di Nixon del 1972)
Fra gli eventi più importanti della sua presidenza si ricordano:
- Il ritiro graduale dalla guerra del Vietnam. Il disimpegno americano dall'Indocina, sancito dagli accordi di Parigi del gennaio 1973, avvenne solo dopo una serie di iniziative di Nixon controverse e aggressive: "bombardamenti segreti" su Cambogia e Laos (dal novembre 1969), incursioni terrestri in Cambogia alla ricerca del presunto quartier generale delle forze comuniste insurrezionali (maggio 1970), ripresa dei bombardamenti sul Vietnam del Nord (maggio e dicembre 1972). Queste iniziative provocarono violente polemiche sulla stampa, attirarono pesanti critiche sull'operato del presidente e innescarono grandi manifestazioni di protesta soprattutto degli studenti delle università americane.

Nixon e alcuni senatori, il giorno dell'inizio del mandato presidenziale

- Le missioni lunari Apollo, lanciate da Kennedy e Johnson, culminarono con l'allunaggio dell'Apollo 11, il 20 luglio 1969.
- È definito anche il "presidente della Luna", in quanto tutti gli allunaggi, dall'Apollo 11 (16 luglio 1969) fino all'Apollo 17 (17 dicembre 1972), sono avvenuti sotto la sua presidenza (la missione Apollo 13, per un incidente, non allunò, ma rientrò sulla Terra).
- Il segreto sostegno alle manovre anticomuniste dell'opposizione cilena e al colpo di Stato del generale Augusto Pinochet contro l'allora presidente socialista Salvador Allende, nell'ambito dell'operazione Condor, condotta dalla CIA contro i governi considerati filosovietici e amici di Cuba nell'America latina[41][42].
- La fine della convertibilità del dollaro in oro nell'agosto 1971 e l''abbandono dello standard aureo per il dollaro, ossia l'abolizione del sistema di cambi fissi stabilito nel 1944 dalla Conferenza di Bretton Woods, che prevedeva la convertibilità delle valute in dollari e dei dollari in oro (gold exchange standard).
- Una notevole riduzione dell'inflazione durante i primi anni 1970.
- La normalizzazione dei rapporti con la Repubblica Popolare Cinese, che fu riconosciuta dall'ONU nel 1971 al posto della Repubblica di Cina di Taiwan, che occupava fino ad allora il posto di membro permanente nel Consiglio di sicurezza.
- La più significativa riforma delle politiche ambientali dai tempi di Theodore Roosevelt.
- La discussa introduzione del sistema delle assicurazioni sanitarie.
- La firma a Mosca con Leonid Brežnev del Trattato per la limitazione delle armi strategiche (SALT).
- Lo stanziamento di fondi federali per la ricerca sui tumori (la "guerra al cancro", come la definì Nixon).

Nixon vinse facilmente anche le elezioni del 7 novembre 1972, che lo vedevano opposto a George McGovern, candidato progressista, quasi al limite del socialismo, che, dal punto di vista americano, poteva esser definito di sinistra radicale. Nixon prevalse sull'avversario democratico con un distacco di quasi il 24% nel voto popolare, il quarto margine più elevato nella storia delle elezioni presidenziali statunitensi.

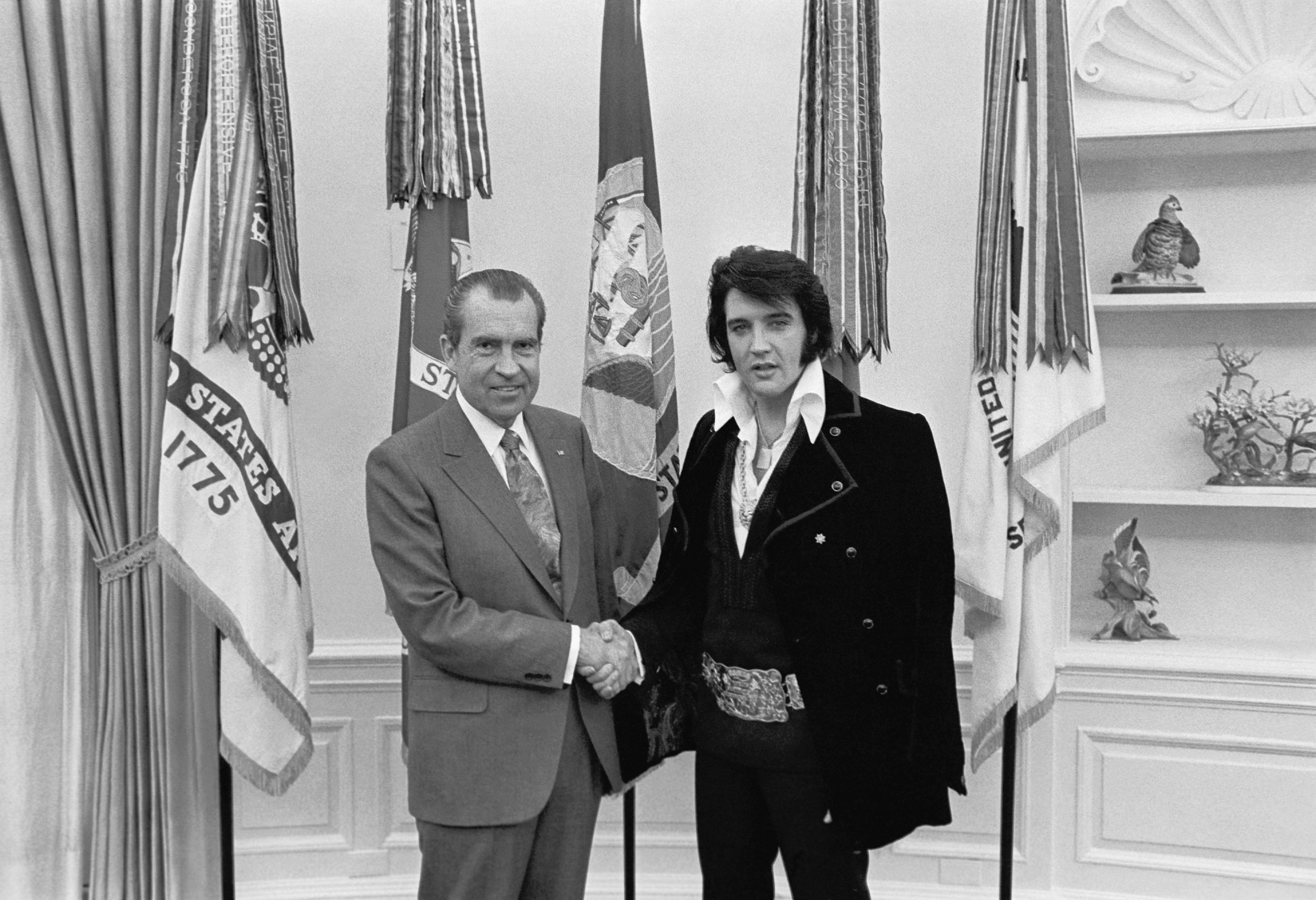
Nixon con Elvis Presley, dicembre 1970

Pacifisti protestano contro Nixon per la guerra del Vietnam, Milano, 1972; la lettera X del suo nome veniva in queste manifestazioni trasformata nella svastica

Continuavano intanto le proteste dei pacifisti: il giorno di Natale del 1972 un gesuita statunitense, Philip Berrigan, a capo di alcuni manifestanti anti-guerra del Vietnam, inscenò un morality play davanti alla Casa Bianca, assegnando al presidente Nixon il ruolo di Erode.
Nel suo secondo mandato, Nixon ordinò un grande ponte aereo per rimpiazzare le perdite israeliane nella guerra dello Yom Kippur, con il conseguente ripristino dello status quo prebellico in Medio Oriente.
Durante la presidenza Nixon, la Corte Suprema emise le sentenze che, a livello federale, legalizzarono l'aborto (Roe contro Wade, 1973) e sospesero la pena di morte per 4 anni, commutando molte condanne (Furman vs. Georgia, 1972). Nixon fu il primo Presidente degli Stati Uniti a visitare Israele, nel 1974.

#### La visita in Cina
Dagli anni sessanta la Cina aveva dovuto riconoscere il fallimento del tentativo di minare l'autorità sovietica all'interno del movimento socialista, mentre la Rivoluzione culturale aveva inferto un duro colpo alla credibilità internazionale del governo di Pechino, decretando un pericoloso isolamento. Dal punto di vista cinese, inoltre, gli Stati Uniti avevano cessato di essere la minaccia di un tempo in seguito all'andamento della guerra del Vietnam e alla crisi del dollaro. Di conseguenza, la dirigenza cinese ritenne opportuno riavvicinarsi agli americani.
Dal canto loro gli USA erano intenzionati a ricostruire le relazioni tra i due Paesi (interrottesi nel 1949), soprattutto in chiave di contenimento anti-sovietico. La Cina inoltre rappresentava un ottimo sbocco di mercato. Nel 1967 Nixon scriveva che era "del tutto impossibile lasciare la Cina fuori dalla comunità delle nazioni".

Richard Nixon con Mao Zedong

Il riavvicinamento tra i due Paesi avvenne in maniera graduale: nell'estate del 1969 il governo di Washington decise di eliminare alcune restrizioni commerciali; nel 1971 la squadra americana di tennis tavolo fu invitata a partecipare ad un torneo in Cina, dando inizio alla cosiddetta "diplomazia del ping pong". La visita di Nixon fu preparata dagli incontri segreti di Henry Kissinger, avvenuti tra il 9 e l'11 luglio del 1971, dopo i viaggi in Pakistan. Il viaggio di Nixon ebbe luogo tra il 21 febbraio e il 28 febbraio 1972, visitando le città di Pechino, Hangzhou e Shanghai. Appena arrivato, Nixon incontrò subito Mao Zedong.
Il segretario di Stato William P. Rogers venne escluso dal viaggio e l'unico statunitense presente, oltre al presidente, era Winston Lord, membro del National Security Council, che fu poi nominato ambasciatore degli Stati Uniti in Cina. Per non creare ulteriori imbarazzi a Rogers, Lord non comparve in nessuna foto ufficiale. Nixon tenne molti incontri anche con Zhou Enlai, grande diplomatico e capo del governo cinese. Al termine del viaggio co-firmò il comunicato di Shanghai, un documento di politica estera che ha posto le basi per le relazioni bilaterali sino-americane. Gli Stati Uniti abbandonarono di conseguenza il loro sostegno militare a Taiwan e la "politica delle due Cine".

#### La pace con il Vietnam del Nord
(Discorso di Nixon dopo la firma degli accordi di pace)
Il 27 gennaio 1973 i rappresentanti degli Stati Uniti, del Vietnam del Nord, del Vietnam del Sud e i vietcong, tramite i rappresentanti del loro governo nella Repubblica del Sud Vietnam, firmarono il cessate il fuoco, i cosiddetti accordi di pace di Parigi. L'armistizio non fu un patto tra vincitori e vinti e lasciò aperte molte questioni, che provocarono il riaccendersi dei conflitti nella regione, con la successiva caduta del Vietnam del Sud e la riunificazione dei due Stati in unico Vietnam nel 1975.
Considerato il prezzo pagato - Vietnam del Nord e Vietcong dal 1969 avevano perso mezzo milione di uomini - l'accordo non fu trionfale per i dirigenti comunisti. Tuttavia fu considerato un passo importante sulla strada della riunificazione del Paese. Il maggior successo di Hanoi fu il ritiro di tutti i soldati statunitensi: per la prima volta, dopo oltre cent'anni di dominazione francese e di presenza armata statunitense, il Vietnam era libero da truppe straniere. L'accordo legittimò i 140.000 nordvietnamiti nel Sud e riconobbe di fatto il Governo nazionale rivoluzionario del FLN. Thieu e il suo regime si sentirono abbandonati dagli Stati Uniti, anche perché Saigon era stata coinvolta solo marginalmente nelle trattative.
Nixon dichiarò al popolo americano che era stato raggiunto l'accordo per il ritiro delle truppe americane e la restituzione dei prigionieri di guerra. Washington sapeva che l'armistizio era gravato da alcuni rilevanti problemi, come la presenza di truppe nordvietnamite nel Vietnam del Sud. Inoltre l'estensione del conflitto alla Cambogia e al Laos, voluta da Nixon, aveva fatto precipitare questi Paesi nel vortice della violenza e della guerra. Il vero successo di Nixon e Kissinger fu tuttavia quello di aver trovato una strada per far uscire gli Stati Uniti dalla giungla vietnamita, in una guerra che non avrebbero potuto vincere. Kissinger si sentì sollevato dall'idea di aver procurato agli Stati Uniti un adeguato margine di tempo fra l'armistizio e quello che riteneva l'inevitabile crollo del Vietnam del Sud: a chi gli chiese per quanto tempo Saigon potesse reggere, rispose: "Credo che, se avremo fortuna, potranno farcela ancora per un anno e mezzo".

#### L'amministrazione Nixon e l'operazione Condor
È controverso il ruolo giocato da Nixon e dal suo governo nel fomentare colpi di Stato anticomunisti contro governi democraticamente eletti nei Paesi dell'America latina, la cosiddetta Operazione Condor. In realtà l'Amministrazione Nixon sostanzialmente riprese la politica estera dei precedenti presidenti, compreso Kennedy con l'invasione della baia dei Porci contro la Cuba di Fidel Castro.
Il socialista cileno Salvador Allende, amico di Fidel Castro, fu considerato l'avanguardia per l'instaurazione di una nuova "base sovietica" nell'emisfero occidentale. Nixon evocò l'immagine di un "sandwich rosso", formato da Cuba e Cile, che avrebbe prima o poi reso rosso tutto il continente in una morsa stretta attorno agli Stati Uniti. Il Segretario di Stato Kissinger affermò:
(Henry Kissinger a proposito dell'elezione di Salvador Allende a Presidente del Cile)
Mentre l'ostilità del governo statunitense nei confronti del governo Allende non è messa in discussione, il ruolo degli Stati Uniti nei diversi progetti di colpo di Stato in Cile rimane una questione controversa. Un loro coinvolgimento diretto non è né dimostrato né contraddetto dai documenti resi pubblici, mentre molti altri potenzialmente rilevanti rimangono tuttora coperti da segreto. Documenti pubblicati nel 2004 dimostrano il sostegno fornito dal governo USA. Riguardo all'ascesa al potere di Pinochet, la CIA intraprese un'analisi interna esaustiva e intervistò ex agenti, concludendo in un rapporto del 2000 che l'agenzia "non assistette Pinochet nell'assumere la Presidenza".
La CIA fornì fondi e appoggio propagandistico agli oppositori di Allende durante le elezioni presidenziali in Cile del 1964 e del 1970, così come durante la presidenza. Documenti declassificati durante l'Amministrazione Clinton dimostrano che il governo degli Stati Uniti e la CIA, una volta divenuto chiaro nel settembre 1970 che Allende aveva vinto con la maggioranza relativa dei voti, avevano cercato di rovesciarlo già dopo la sua elezione, impedendone l'insediamento alla Presidenza (Progetto FUBELT). Uno dei documenti desecretati riguarda gli appunti di Nixon che, rivolto al capo della CIA, espresse la sua preoccupazione: «Una possibilità su dieci forse, ma salvate il Cile».
La CIA propose due piani diversi. Track I era pensato per persuadere il Congresso cileno, attraverso il presidente cristiano-democratico uscente Eduardo Frei, a confermare il candidato conservatore Jorge Alessandri come presidente. Alessandri si sarebbe dovuto dimettere poco dopo, rendendo Frei eleggibile per sfidare Allende in nuove elezioni. Il Track I venne scartato perché Frei, nonostante fosse fermamente contrario ad Allende, era anche contrario a interrompere la lunga tradizione democratica del Cile. La CIA aveva anche previsto un secondo piano, Track II, nel caso Track I fosse fallito: l'agenzia avrebbe cercato generali desiderosi di impedire ad Allende di assumere la presidenza, per fornir loro supporto per un golpe.
Si presumeva che una giunta militare provvisoria avrebbe potuto indire nuove elezioni, nelle quali Allende poteva essere sconfitto. La CIA venne in contatto con il generale Roberto Viaux, che stava progettando un colpo di Stato assieme a ufficiali a lui fedeli. Una parte importante del piano di Viaux prevedeva il rapimento del Capo di Stato Maggiore dell'esercito, il generale René Schneider, il quale, da costituzionalista, si opponeva all'idea di un golpe condotto da una classe militare storicamente apolitica.
La CIA mantenne i contatti con Viaux, ma concluse che non era adatto per il golpe e decise di non appoggiare il suo piano. Kissinger, riferendosi a Viaux, disse a Nixon il 15 ottobre 1970: "Questa sembra senza speranza. L'ho abbandonata. Niente sarebbe peggio di un colpo fallito". La CIA cercò altri interlocutori tra gli ufficiali superiori cileni. In una comunicazione riservata, ora declassificata, Thomas Karamessines, vicedirettore delle operazioni della CIA, scriveva il 16 ottobre alla stazione della CIA di Santiago: "È politica ferma e in atto che Allende venga rovesciato da un golpe... è imperativo che queste operazioni vengano intraprese clandestinamente e in sicurezza, in modo tale che la mano americana e dell'USG [governo degli Stati Uniti] rimanga ben nascosta". Nella raccolta di oltre mille documenti prodotti da varie agenzie governative statunitensi e divulgati dal Dipartimento di Stato degli Stati Uniti nell'ottobre 1999, ne figura uno che descrive un notevole aumento della cooperazione militare statunitense: dopo la salita al potere di Allende nel 1970, essa ammontava a 800.000 dollari annui, per giungere a 10,2 milioni di dollari nel 1972.
Il 22 ottobre Viaux mise in atto comunque il suo piano, che fu eseguito con incompetenza. Il generale Schneider estrasse una rivoltella per difendersi dagli assalitori, che a loro volta estrassero le loro armi colpendolo in quattro punti vitali. Morì all'ospedale militare di Santiago del Cile e la sua uccisione provocò un'ondata di sdegno nazionale. Il 10 settembre 2001 la famiglia del generale Schneider intentò una causa contro Henry Kissinger, accusato di aver organizzato l'assassinio di Schneider perché si opponeva al colpo di Stato militare. I documenti della CIA disponibili indicano che l'agenzia aveva discusso possibili piani per il suo rapimento, ma la sua uccisione non fu mai prevista.
Immediatamente dopo l'insediamento del governo Allende, gli USA cercarono di applicare pressioni economiche sul Cile. Documenti del Consiglio Nazionale per la Sicurezza, declassificati dalla presidenza Clinton, comprendono il Decision memorandum no. 93, datato 9 novembre 1970, scritto da Kissinger e indirizzato ai capi della diplomazia, della difesa e dell'intelligence. Nel documento si dichiara che pressione doveva essere posta sul governo Allende per impedirne il consolidamento e limitarne la capacità di implementare politiche avverse agli USA e ai suoi interessi nell'emisfero, come la completa nazionalizzazione di imprese straniere e dell'industria del rame.
Nixon dispose che nessun nuovo accordo bilaterale per aiuti economici doveva essere intrapreso con il governo del Cile. Tra il 1964 e il 1970, sotto il governo Frei, oltre un miliardo di dollari in assistenza economica fluì verso il Cile; durante il governo Allende (1970-1973) gli esborsi furono inesistenti o trascurabili. La riduzione degli aiuti, combinata alla caduta del valore del rame da un massimo nel 1970 di 66$ a un minimo di 48$ a tonnellata, minò la ristrutturazione dell'economia cilena proposta da Allende, secondo un programma che dipendeva dalla spesa pubblica, peggiorando la condizione socio-economica dei cittadini cileni più poveri. Non è chiaro se le politiche statunitensi nei confronti del Cile causarono la crisi economica o aggravarono semplicemente una situazione già difficile. È realistico concludere che ebbero un effetto negativo sulle possibilità di Allende di alleviare la crisi.

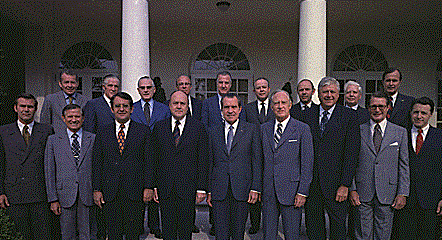
Nixon con i membri del gabinetto presidenziale

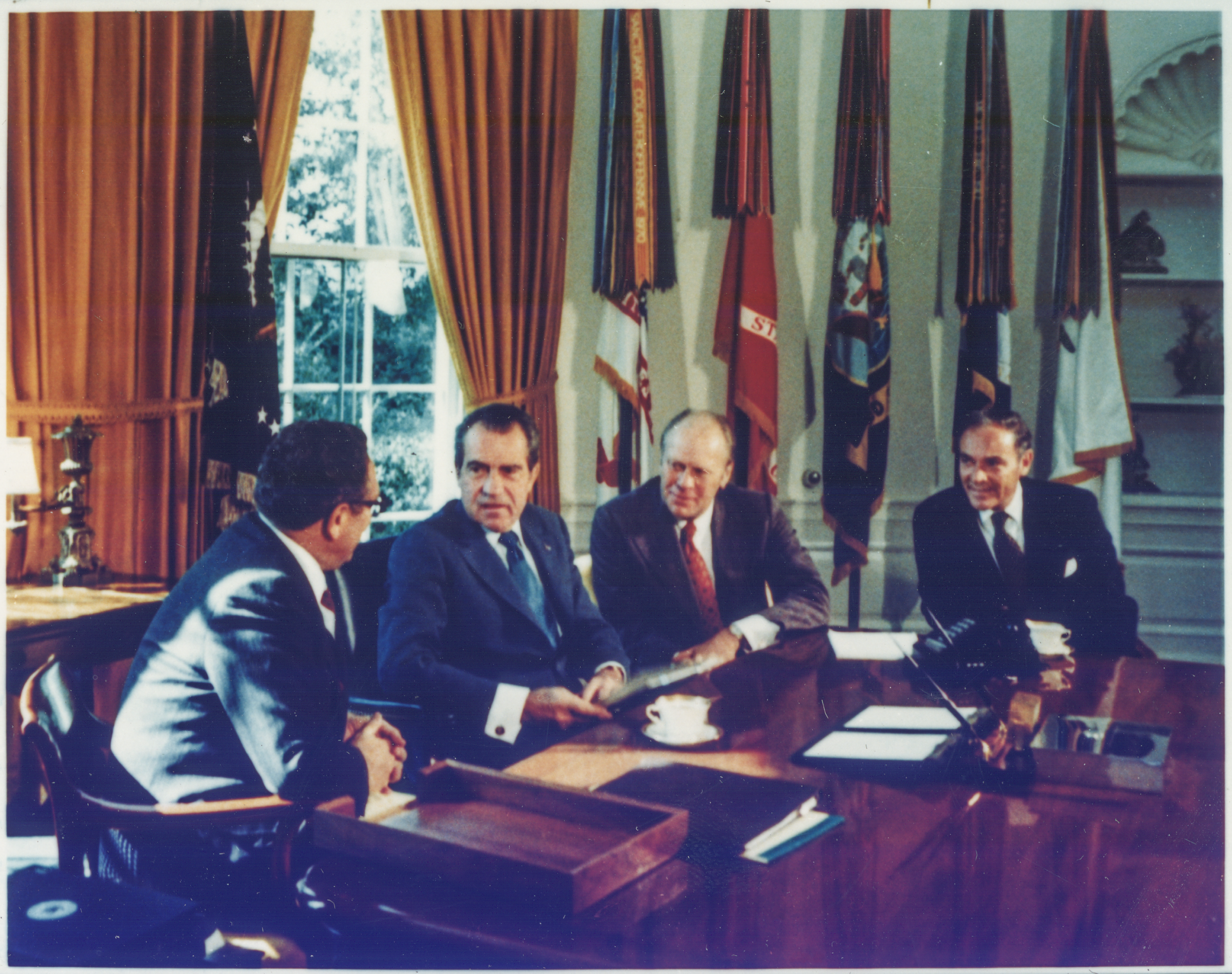
Nixon, Kissinger, Gerald Ford e il capo dello staff Alexander Haig

Nel 1973 la CIA fu avvisata da suoi informatori dell'imminente azione di Augusto Pinochet con due giorni di anticipo, ma sostenne di "non aver giocato alcun ruolo diretto" e non si dispone di prove che gli USA appoggiarono direttamente il golpe dell'11 settembre 1973. Henry Kissinger disse al presidente Richard Nixon che gli Stati Uniti "non lo avevano fatto", ma ne avevano "creato le condizioni il più possibile".
Il Comitato Church determinò che le armi usate durante il golpe "erano, con tutta probabilità, diverse da quelle fornite dalla CIA ai cospiratori". L'Amministrazione Nixon fu indubbiamente soddisfatta del suo esito: Nixon aveva parlato con disappunto del precedente golpe fallito nello stesso anno (il tanquetazo). Se Allende fosse riuscito a completare il suo mandato di 6 anni, la CIA avrebbe probabilmente e semplicemente fornito fondi per appoggiare la candidatura di un rivale non marxista, come aveva fatto nel 1964 e nel 1970.
Gli USA criticavano pubblicamente il regime di Pinochet, mentre gli fornivano copertamente supporto. Un documento reso pubblico dalla CIA nel 2000, intitolato Le attività della CIA in Cile, rivela che l'agenzia appoggiò attivamente la giunta militare dopo il rovesciamento di Allende e che molti degli ufficiali di Pinochet divennero informatori a libro paga della CIA o dell'esercito statunitense, anche quelli coinvolti in violazioni dei diritti umani. Le politiche dichiarate della CIA rispetto agli informatori retribuiti sono poi cambiate, ma all'epoca essi venivano valutati caso per caso, soprattutto rispetto al valore delle informazioni fornite.
Il colpo di Stato, indipendentemente dal grado di coinvolgimento degli USA, fece raggiungere al governo statunitense l'obiettivo di sradicare la minaccia del socialismo in Cile e portò al potere un regime favorevole agli interessi statunitensi. Nella sua valutazione della politica estera USA attorno al periodo del golpe in Cile, Jeane Kirkpatrick, futura ambasciatrice statunitense alle Nazioni Unite, sottolineò la mancanza di aggressività della sua nazione nei paesi in via di sviluppo: "Particolarmente nell'ultimo decennio abbiamo praticato ovunque un notevole attendismo".
Mentre questo è vero per le politiche pubbliche degli USA, gravemente limitate dal movimento che era cresciuto in opposizione alla guerra del Vietnam, cionondimeno come minimo le politiche statunitensi contribuirono alla caduta di Allende e all'instaurazione della dittatura militare e gli USA in alcuni momenti appoggiarono attivamente la progettazione di colpi di Stato, anche se probabilmente non quello di Pinochet. Henry Kissinger affermò che queste azioni devono essere inquadrate nella particolare situazione di tensione della guerra fredda contro l'Unione Sovietica e i suoi alleati, che era ricominciata dopo la distensione del 1954-1962.

#### Lo scandalo Watergate e le dimissioni
Abile quanto intemperante di carattere (anche a causa dell'atteggiamento ostile della stampa nei suoi confronti), nel 1974 Nixon fu coinvolto nello scandalo Watergate e costretto a dimettersi.
Il Watergate fu una serie di eventi che durò circa due anni (1972-1974) e che era iniziato con un abuso di potere da parte dell'Amministrazione Nixon finalizzato a indebolire l'opposizione politica dei movimenti pacifisti e del Partito democratico. Lo scandalo si sviluppò nel contesto politico del proseguimento della guerra del Vietnam, che sin dalla presidenza di Lyndon B. Johnson era sempre più impopolare fra il pubblico americano e le élite economiche.
Importanti atti d'accusa furono le "carte del Pentagono" (Pentagon papers), uno studio top-secret del Dipartimento della Difesa sul coinvolgimento degli Stati Uniti nella guerra del Vietnam e sui precedenti conflitti politici o militari nel Sud-Est asiatico, alla vigilia della fine dell'occupazione coloniale francese in Indocina. Nixon resse a due anni di montanti difficoltà politiche, ottenendo all'inizio persino la rielezione, ma la pubblicazione nell'agosto 1974 del nastro noto come "la pistola fumante" (smoking gun) portò con sé la prospettiva di un sicuro impeachment (rimozione). Nixon diede le dimissioni quattro giorni dopo, l'8 agosto, prima che la Camera dei Rappresentanti desse via libera alla procedura.

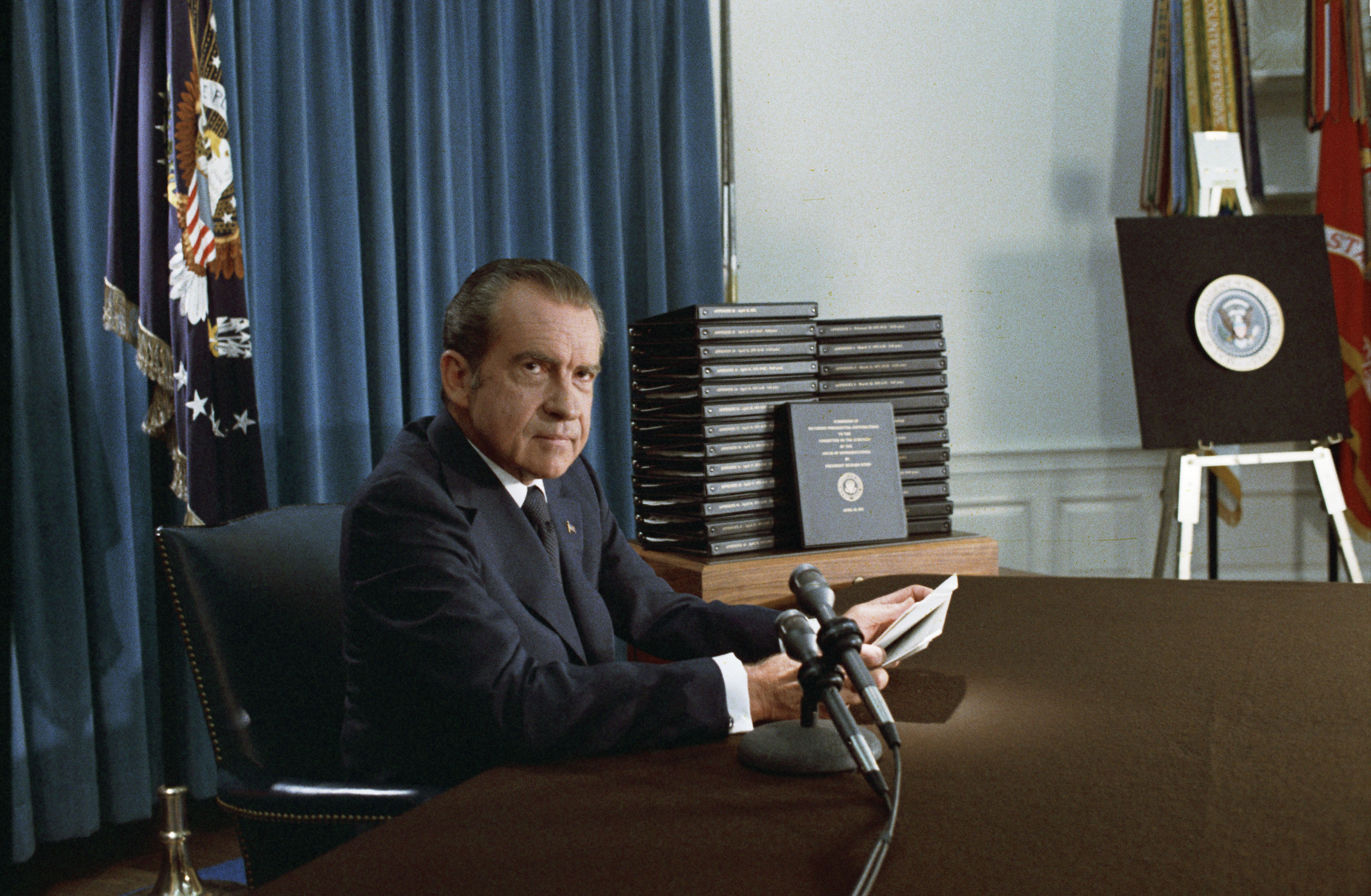
Nixon annuncia la diffusione delle trascrizioni dei nastri dello scandalo Watergate

La notte del 17 giugno 1972 Frank Wills, una guardia di sicurezza che lavorava nel complesso di uffici del Watergate Hotel a Washington, notò un pezzo di nastro adesivo sulla porta fra la tromba delle scale e il parcheggio sotterraneo, che manteneva la porta socchiusa. Wills lo rimosse, presumendo che l'avesse messo l'impresa di pulizia. Più tardi ritornò e, scoprendo che il nastro era di nuovo al suo posto, contattò la polizia di Washington.
La polizia sorprese cinque uomini - Bernard Barker, Virgilio González, Eugenio Martínez, James W. McCord Jr. e Frank Sturgis - e li arrestò per essersi introdotti nel quartier generale del Comitato nazionale democratico, la principale organizzazione per la campagna e la raccolta fondi del Partito democratico.
Gli uomini erano già entrati nello stesso ufficio tre settimane prima ed erano tornati per riparare alcune microspie telefoniche che non funzionavano e, secondo alcuni, per fare delle fotografie. McCord era ufficialmente impiegato come capo della sicurezza al Comitato per rieleggere il presidente (CRP), al quale ci si riferiva comunemente come CREEP ("avanzare strisciando"), particolare che suggerì una connessione fra gli scassinatori e qualcuno vicino al presidente.
L'addetto stampa di Nixon - Ron Ziegler - definì l'affare come un "furto di terz'ordine". Sebbene lo scasso fosse avvenuto in un momento sensibile, con la campagna elettorale che appariva all'orizzonte, molti americani inizialmente ritennero che nessun presidente col vantaggio che Nixon aveva nei sondaggi sarebbe stato così sconsiderato e privo di etica da rischiare la sua associazione ad un fattaccio del genere. Messo sotto accusa, lo scassinatore McCord si identificò come un agente della CIA in pensione.
I reporter del Washington Post Bob Woodward e Carl Bernstein iniziarono un'inchiesta giornalistica. Molto di quello che pubblicavano era già noto al Federal Bureau of Investigation e ad altri investigatori governativi - che del resto erano spesso le fonti di Woodward e Bernstein - ma in tal modo il Watergate si mantenne sotto la luce dei riflettori. Il rapporto di Woodward con una fonte segreta governativa di altissimo livello aggiungeva un alone di mistero. Il nome in codice della fonte era "Gola profonda" (dal titolo di un film pornografico dello stesso anno che aveva avuto un successo clamoroso) e la sua identità (quella del vicedirettore dell'FBI, Mark Felt) fu tenuta nascosta al pubblico.
Sembra che l'effrazione al Watergate rientrasse nelle operazioni abitualmente previste e messe in atto dai dirigenti del Comitato per la rielezione del Presidente per intralciare, anche con azioni illegali, gli avversari di Nixon; essa sarebbe stata autorizzata, durante degli incontri nel febbraio 1972, dal presidente del Comitato John Mitchell e dal suo vice Jeb Magruder. Alla Casa Bianca, il consigliere legale del Presidente, John Dean, era stato informato, ma sembra che Nixon non ne fosse personalmente a conoscenza. Egli venne informato nei giorni seguenti e il 20 giugno 1972 ne parlò telefonicamente con Mitchell e di persona con i suoi principali collaboratori H. R. Haldeman e John Ehrlichman. Questa cruciale conversazione venne registrata dal sistema segreto di registrazione installato nella Casa Bianca, ma il nastro risultò in parte manomesso e mancante di diciotto minuti di colloqui tra il presidente e Haldeman; non è possibile quindi sapere con certezza cosa si dissero i due nel corso della riunione. Dagli appunti riservati compilati da Haldeman risulterebbe che nell'incontro del 20 giugno 1972 si parlò soprattutto delle misure da prendere per minimizzare i fatti, distogliere l'attenzione dell'opinione pubblica e "creare una diversione".
Il pomeriggio del 22 giugno 1972 Nixon rilasciò la sua prima dichiarazione pubblica sui fatti del Watergate: durante una conferenza stampa affermò categoricamente che "la Casa Bianca non è minimamente coinvolta in questo particolare episodio". In realtà, il presidente il giorno seguente venne messo in allarme sulle possibili conseguenze delle indagini nel corso di un colloquio riservato con il suo influente capo di gabinetto Bob Haldeman. Il 23 giugno 1972, infatti, si svolse e venne registrata la famosa conversazione tra i due uomini che alla fine della vicenda sarebbe stata divulgata come la "prova regina (smoking gun, "pistola fumante") della responsabilità diretta di Nixon nel piano di copertura e ostruzione della giustizia attivato dalla Casa Bianca subito dopo l'effrazione.
Nella conversazione Haldeman avvertiva il presidente che l'indagine stava facendo progressi pericolosi che avrebbero potuto coinvolgere prima il Comitato per la rielezione e il suo direttore John Newton Mitchell e quindi la stessa Casa Bianca; il capo di gabinetto riferì che Mitchell e il consigliere legale dell'esecutivo, John Dean, proponevano un intervento diretto sull'FBI per richiedere, sulla base di non meglio precisate esigenza di "sicurezza nazionale", di limitare le indagini alla cerchia ristretta dei responsabili materiali dell'effrazione. Haldeman propose a Nixon di contattare la CIA, che a sua volta avrebbe dovuto intervenire sul direttore dell'FBI L. Patrick Gray invitandolo a bloccare le indagini. Dalle registrazioni si evince che Nixon concordò con Haldeman e autorizzò il piano di insabbiamento e l'intervento sull'FBI tramite la CIA, affermando oscuramente che "potrebbero venir fuori un sacco di cose"...."togli quella crosta e trovi un casino di cose".
Inoltre la Casa Bianca, nel 1971, aveva fondato un'unità speciale di investigazione soprannominata "gli idraulici" (the plumbers). Questo gruppo investigava sulle fughe di notizie che l'Amministrazione voleva tenere riservate e portò avanti diverse operazioni contro i Democratici e gli oppositori alla guerra in Vietnam. La più famosa fu l'irruzione nell'ufficio di Lewis Fielding, lo psichiatra di Daniel Ellsberg, un ex impiegato del Pentagono e del Dipartimento di Stato che aveva inoltrato le "carte del Pentagono" al New York Times ed era stato perseguito per spionaggio, furto e cospirazione. Due membri del gruppo mandati sul posto, E. Howard Hunt e G. Gordon Liddy, non trovarono niente di utile contro Ellsberg e devastarono l'ufficio per coprire le proprie tracce. L'irruzione fu collegata con la Casa Bianca solo molto tempo dopo, ma al momento causò il collasso del processo di Ellsberg per evidente cattiva amministrazione del governo.

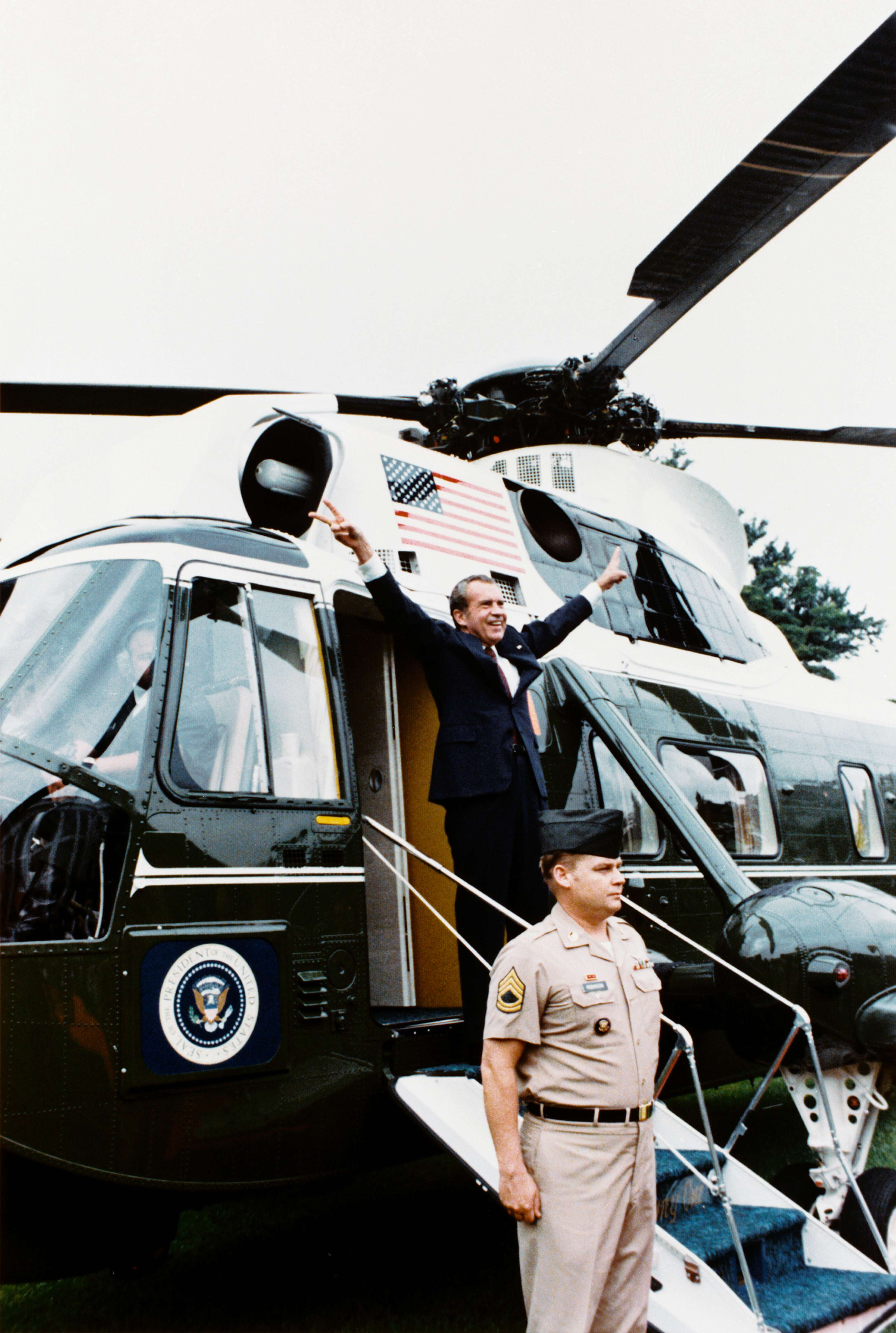
Nixon saluta i suoi sostenitori e lascia la Casa Bianca il 9 agosto 1974

L'8 gennaio 1973 iniziò il processo contro i cinque scassinatori, oltre a Liddy e Hunt. Tutti, eccetto McCord e Liddy, si dichiararono colpevoli e tutti furono condannati per cospirazione, furto con scasso e intercettazioni telefoniche abusive. Il sistema di copertura studiato e attivato dai collaboratori del presidente con la piena approvazione di Nixon crollò nella primavera del 1973: dopo le prime ammissioni del direttore dell'FBI Gray, che affermò di aver collaborato con John Dean per occultare alcuni documenti rinvenuti nell'ufficio di Hunt, furono McCord e Jeb Magruder che rivelarono per la prima volta come il piano di intercettazioni del Watergate derivasse direttamente da disposizioni provenienti da alte autorità della Casa Bianca; essi fecero i nomi di Mitchell, Dean e Colson. Magruder, inoltre, rese noti i primi particolari del piano di copertura studiato dall'Amministrazione che, sotto il controllo di Dean, aveva previsto il pagamento in denaro del silenzio di Hunt e degli altri scassinatori.
Il 21 marzo 1973 John Dean parlò direttamente con Nixon e illustrò con grande chiarezza la gravità della situazione: egli disse che "un cancro sta divorando ogni cosa" nella presidenza...un cancro che "stava crescendo rapidamente". Il piano di insabbiamento stava per essere svelato e rischiava di coinvolgere il presidente; Dean consigliava di interrompere il pagamento del silenzio ad Hunt e agli altri e di distaccare la presidenza dal caso Watergate, accettando che fossero coinvolti e giudicati Haldeman, Ehrlichman ed egli stesso. Nixon non parve molto impressionato; egli invece insistette perché si continuasse a pagare Hunt e disse che si sarebbe potuto trovare in qualche modo il denaro necessario, che Dean calcolò in circa un milione di dollari per due anni. Apparentemente Nixon contava di far ricadere la colpa dell'insabbiamento sul solo Dean e di proteggere Haldeman e Ehrlichman.
Il senatore repubblicano Howard Baker del Tennessee formulò la memorabile domanda "Cosa sapeva il presidente e quando venne a saperlo?", che per la prima volta focalizzò l'attenzione sul ruolo personale di Nixon nello scandalo.
Quando i nastri della Casa Bianca divennero pubblici, Nixon rifiutò di essere messo sotto accusa e di consegnare i nastri originali, appellandosi al privilegio dell'esecutivo, e ordinò a Cox, attraverso il ministro della giustizia Richardson, di lasciar cadere la sua citazione in giudizio. Il rifiuto di Cox portò al cosiddetto "massacro del sabato sera" del 20 ottobre 1973: Nixon obbligò alle dimissioni il procuratore generale Richardson e il suo vice William Ruckelshaus, in cerca di qualcuno al Dipartimento di giustizia disposto a licenziare Cox. La ricerca finì con l'avvocato generale Robert Bork, che fece quanto gli era stato chiesto e licenziò il procuratore speciale Cox. Le asserzioni di malfunzionamento del governo indussero Nixon a pronunciare la famosa frase "Non sono un imbroglione" (I'm not a crook) il 17 novembre di fronte a 400 editori dell'Associated Press riuniti al Walt Disney World Resort in Florida.
Nixon, comunque, dovette permettere l'insediamento di un nuovo procuratore speciale, Leon Jaworski, che continuò l'indagine. Mentre si ostinava a rifiutare di consegnare i nastri originali, Nixon acconsentì a rendere pubblici un gran numero di loro trascrizioni. La questione dei nastri alla fine arrivò alla Corte Suprema. Il 24 luglio 1974 la Corte dichiarò inammissibile all'unanimità la pretesa di Nixon di appellarsi al privilegio dell'esecutivo e gli ordinò di consegnare i nastri originali a Jaworski. Il 30 luglio Nixon eseguì l'ordine e diffuse i nastri incriminati.
Il Congresso fu convocato per votare l'impeachment, ma, prima che potesse essere messo in stato d'accusa e poi destituito, Nixon rassegnò le dimissioni in un discorso in cui rivendicò il suo operato come presidente. Dimettendosi l'8 agosto 1974, senza tuttavia ammettere le sue responsabilità, Nixon intendeva sottrarsi al procedimento di impeachment..
Negli ultimi giorni Nixon appariva estremamente provato moralmente e fisicamente; il capo di gabinetto Alexander Haig, che svolse un ruolo decisivo nella risoluzione del presidente di rassegnare le dimissioni, giunse al punto di temere gesti di autolesionismo da parte di Nixon, mentre sembra che, la notte prima di lasciare la Casa Bianca, il Presidente abbia avuto un drammatico colloquio privato con Henry Kissinger, durante il quale si abbandonò alla disperazione.
La mattina del 9 agosto 1974 Nixon, accompagnato dai suoi famigliari, parlò per l'ultima volta al personale della Casa Bianca, esprimendo i suoi ringraziamenti e abbandonandosi ai ricordi della sua difficile infanzia; pur mostrandosi ancora molto sofferente moralmente, riuscì a concludere il suo discorso con accenti di ottimismo e serenità.
Gli successe, dopo le precedenti dimissioni del vicepresidente Spiro Agnew, a causa di un altro scandalo, il suo secondo vicepresidente, Gerald Ford (che in questo modo fu l'unico presidente degli Stati Uniti a non essere stato eletto né come presidente né come vicepresidente), che concesse poi a Nixon la grazia presidenziale, ponendo fine al rischio di procedimento giudiziario contro di lui.

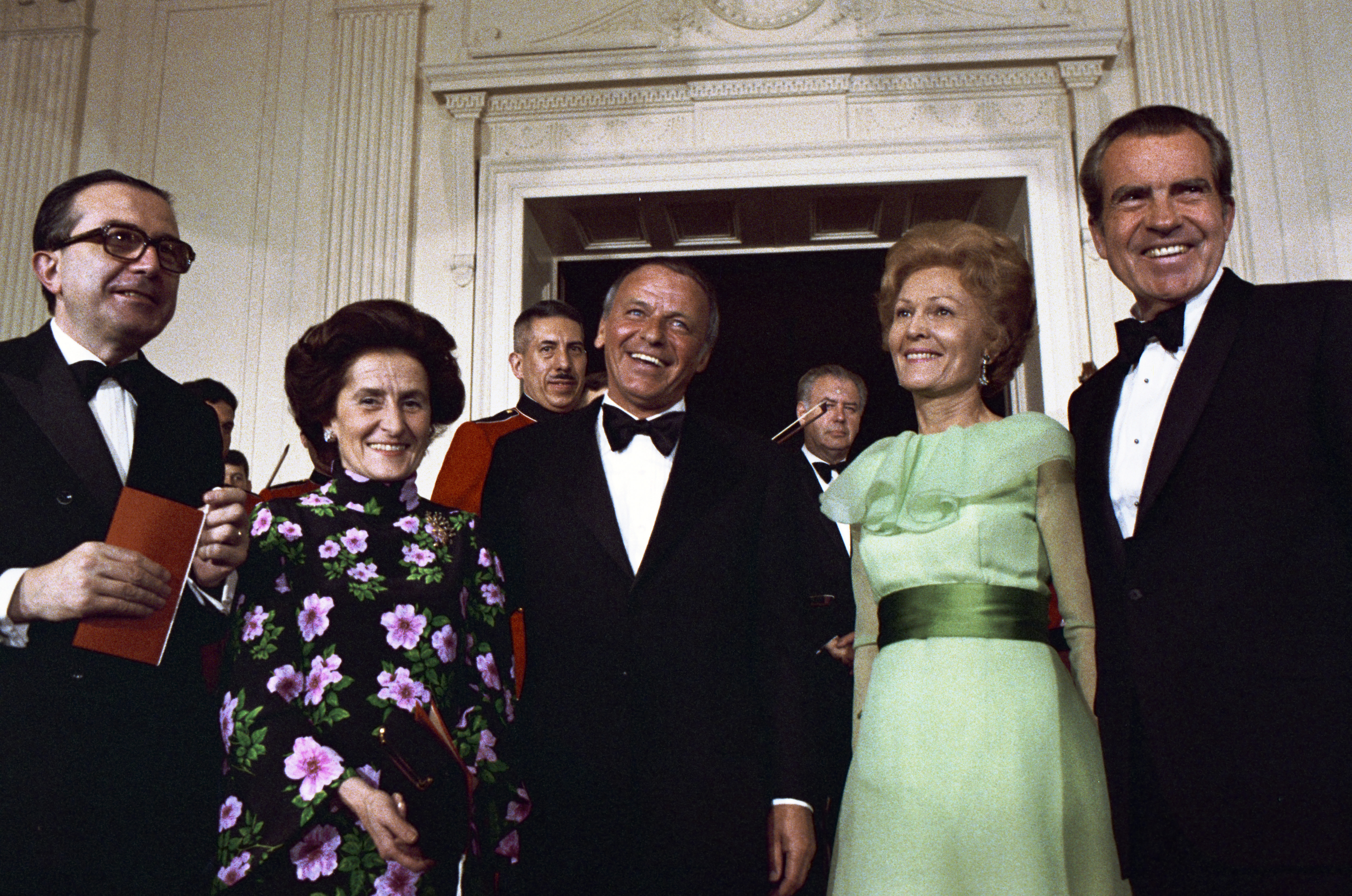
Il primo ministro italiano Giulio Andreotti, Frank Sinatra e Nixon nel 1973, durante una festa alla Casa Bianca

#### Una "presidenza imperiale"
La presidenza di Richard Nixon fu oggetto di critiche soprattutto per il suo uso spregiudicato del potere, tant'è che venne definita "imperiale". Nixon fu accusato di aver allargato a dismisura i suoi poteri, stravolgendo di fatto la Costituzione. In politica estera come in politica interna faceva un uso massiccio dei servizi segreti.
Si parlava di una "lista nera", o "lista dei nemici" di Nixon, da lui stesso compilata, composta da persone, famose o meno, da spiare e screditare. Nixon fece spiare anche molti dei suoi collaboratori: per questo fu additato come paranoico, ossessionato dal voler conoscere i segreti di coloro che considerava una minaccia. Ebbe inoltre un ruolo di primo piano nell'ostacolare le indagini sul Watergate.
In realtà l'estensione di fatto dei poteri della Presidenza era un processo già in atto con Franklin D. Roosevelt e che aveva raggiunto picchi simili già durante l'Amministrazione di Lyndon B. Johnson.

### Gli ultimi anni

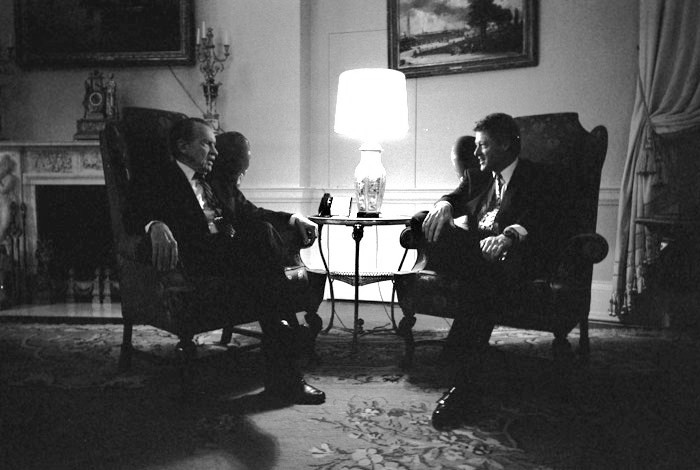
Nixon e Bill Clinton alla Casa Bianca (1993)

Lasciata la Presidenza, Nixon si dedicò alla cura della biblioteca che porta il suo nome. Nel corso degli anni riuscì a riprendere un certo ruolo nell'Amministrazione americana come apprezzato consigliere di politica estera.
Il 31 ottobre 1985 venne accolto come associato straniero nell'Académie des beaux-arts (France) nello scranno lasciato per morte dal predecessore Arthur Rubinstein (il suo posto verrá poi preso dall'italiano Federico Zeri) per il suo contributo come Presidente degli Stati Uniti alla salvaguardia del patrimonio artistico francese.
Rimasto vedovo (nel giugno 1993 morì la moglie Pat), il 18 aprile 1994 Nixon, che da tempo soffriva di problemi cardiovascolari, fu colpito da un ictus mentre si apprestava a cenare nella sua casa di Park Ridge, nel New Jersey. Subito soccorso e trasportato in ospedale, fu stabilizzato e riprese conoscenza, ma rimase afasico, paralizzato nella parte destra del corpo e con la vista gravemente limitata. L'indomani si provò a trasferirlo dalla terapia intensiva a un letto di degenza, ma nella notte insorse un edema cerebrale, a seguito del quale sprofondò in coma profondo. Circa 24 ore dopo, alle 21:08 del 22 aprile 1994, l'ex presidente si spense; al suo capezzale vi erano le figlie Tricia e Julie.
Nixon aveva lasciato l'esplicita disposizione di rifiutare un funerale di Stato a Washington, qualora gli fosse stato concesso. Il 26 aprile un aereo della flotta presidenziale (il VC-137C SAM 27000) portò la salma in California per il funerale, che fu celebrato in forma privata davanti alla sua casa natale, presso la Richard Nixon Presidential Library and Museum di Yorba Linda l'indomani, 27 aprile. Sempre qui ricevette poi sepoltura, accanto alla moglie.
L'allora presidente Bill Clinton, con un gesto a sorpresa, ordinò di mettere a mezz'asta tutte le bandiere nazionali nel Paese e chiese che gli fossero resi gli onori militari; si recò inoltre di persona alle esequie, insieme agli ex presidenti George H. W. Bush, Jimmy Carter, Gerald Ford e Ronald Reagan. Dopo il breve sermone di apertura del reverendo Billy Graham (amico personale di Nixon), il primo a pronunciare un discorso commemorativo fu l'ex Segretario di Stato Henry Kissinger; più tardi a parlare fu lo stesso Clinton, il quale affermò che l'ex capo di Stato aveva pagato un prezzo superiore alle sue colpe, invitando la nazione a riconciliarsi con il suo passato e con la figura stessa di Richard Nixon.

## Giudizi

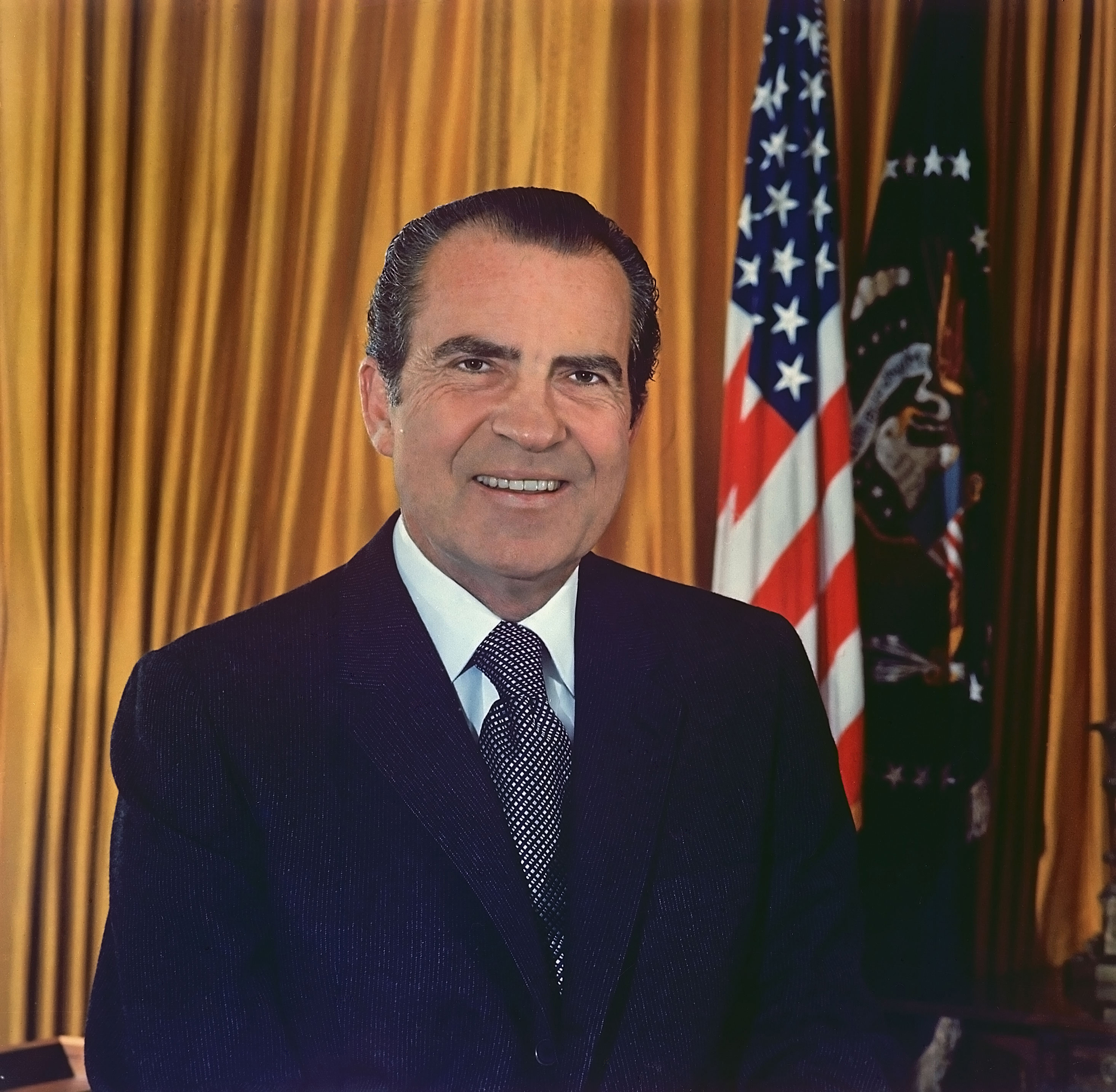
Il Presidente Nixon fotografato il 24 dicembre 1971

Nixon fu duramente criticato dalla stampa e dai massmedia durante la sua carriera politica. Il giornalista Christopher Hitchens lo accusò ripetutamente nei suoi libri per il golpe contro Allende, per l'attività di spionaggio del Watergate e per le affermazioni razziste emerse da alcune registrazioni.
Henry Kissinger affermò invece di aver detto a Nixon che la storia lo avrebbe trattato meglio dei contemporanei. Il governatore della California Arnold Schwarzenegger sostenne che Nixon fu determinante per la scelta della sua parte politica, i repubblicani, nel 1968.

## Opere
- I Discorsi di Mosca, U.S. Information Service, Roma, 1959.
- Six Crises, Doubleday, New York, 1962.
- La Vera Guerra, Collana I Jumbo, Editoriale Corno, 1981.
- Le Memorie di Richard Nixon, volume 1, trad. Alda Carrer, Collana I Jumbo, Editoriale Corno, 1981, pp. 722.
- Le Memorie di Richard Nixon, volume 2, Editoriale Corno, 1982, pp. 727.
- Leaders. Profiles and Reminiscences of Men Who Have Shaped the Modern World, Grand Central Publishing, 1982.
- La Pace a Muso Duro. Trattare da posizioni non di forza ma di equilibrio; la pace senza aggettivi non basta, Garzanti Libri, Milano, I ed. 1984, pp. 128.
- Mai più Vietnam. Gli aspetti ignorati della guerra che ha diviso Stati Uniti e Occidente. Politica e strategia nel conflitto per il terzo mondo. Una testimonianza per la Storia (No More Vietnams, 1985). Prefazione di Raimondo Luraghi, trad. di Bruno Cipolat, Trento, Reverdito Editore, 1987.
- 1999. Victory Without War, Simon & Schuster, 1988.
- In The Arena. A Memoir of Victory, Defeat and Renewal, Simon & Schuster, 1990.
- Seize the Moment. America's Challenge in a one-superpower world, Simon & Schuster, 1992.
- Beyond Peace, Rondom House, 1994.

## Nixon nella cultura di massa

### Filmografia
- Tutti gli uomini del presidente (drammatico, 1976): ricostruisce l'inchiesta giornalistica di Bob Woodward e Carl Bernstein nella prima fase dello scandalo Watergate.
- Gli intrighi del potere - Nixon (biografico, 1995) di Oliver Stone: attraversa tutte le fasi fondamentali, politiche e familiari, della vita di Nixon, fino allo scandalo del Watergate che lo costrinse alle dimissioni. Nixon è interpretato da Anthony Hopkins.
- Le ragazze della Casa Bianca (commedia, 1999): i nastri del Watergate vengono scoperti da due studentesse in visita alla residenza presidenziale. Il titolo originale del film è Dick, come il soprannome di Nixon, ma anche come il termine gergale americano per l'organo genitale maschile.
- La campagna di Nixon contro Kennedy del 1960 è raccontata nella prima stagione della serie televisiva Mad Men (2007).
- Frost/Nixon - Il duello (drammatico, 2008) di Ron Howard: ricostruisce le interviste concesse da Richard Nixon, 3 anni dopo le sue dimissioni, al giornalista britannico David Frost. Il film ha ottenuto cinque candidature agli Oscar 2009 tra cui miglior film, miglior regista e miglior attore protagonista (Frank Langella nei panni di Richard Nixon).
- Watchmen (supereroi, 2009) di Zack Snyder: Nixon, interpretato da Robert Wisden, è ancora il Presidente degli Stati Uniti d'America, al quinto mandato, grazie a una modifica della Costituzione di cui è stato fautore.
- The Butler - Un maggiordomo alla Casa Bianca (drammatico, 2013) di Lee Daniels: è interpretato da John Cusack.
- X-Men - Giorni di un futuro passato (supereroi, 2014): Nixon è interpretato da Mark Camacho.
- Elvis & Nixon (commedia, 2016): racconta in maniera romanzata l'incontro del 21 dicembre 1970 alla Casa Bianca tra Nixon ed Elvis Presley. Nixon è interpretato da Kevin Spacey.
- The Post (storico, 2017), di Steven Spielberg. La ricostruzione della pubblicazione dei Pentagon Papers sul Washington Post nel 1971, fortemente avversata da Nixon.
- C'era una volta Steve McQueen (Finding Steve McQueen), regia di Mark Steven Johnson (2019). Il film ricostruisce (in maniera abbastanza romanzata) una rapina (realmente avvenuta) alla California United Bank, effettuata da una banda che cercava una cassetta di sicurezza contenente i fondi neri di Nixon per la campagna del 1972.

### Musica
- The Love of Richard Nixon, brano musicale dei Manic Street Preachers contenuto nel loro album Lifeblood (2004).
- Compare brevemente nelle vesti di pupazzo nella clip del brano Land of Confusion (1986) della band inglese dei Genesis.
- Nixon in China, opera lirica di John Adams (1987), il cui soggetto è appunto il celebre viaggio compiuto da Nixon in Cina nel 1972
- Ohio, canzone di Neil Young del 1970 dedicata alla strage del 4 maggio 1970 alla Kent State University, cita Nixon nel primo verso.
- Il presidente compare inoltre nel brano "young americans" (dall'omonimo album del 1974) del cantautore britannico David Bowie dove viene citato dal protagonista come un ricordo lontano: "do you remember, your president Nixon? Do you remember, the bills you have to pay or even yesterday?"

### Televisione
- Nel cartone Futurama, Nixon ricopre la carica di presidente della Terra nel XXXI secolo.
- Nel cartone I Simpson, Nixon è spesso vittima di frecciate satiriche.
- Nella serie tv "Legends of Tomorrow", nella quarta stagione, episodio 10, Nixon deve essere salvato dall'insetto della verità.
- Nella serie tv Doctor Who, Nixon compare nella sesta stagione, durante gli episodi "L'astronauta impossibile" e "il giorno della Luna".
- Nella decima stagione di American Horror Story, Nixon è al fianco di Eisenhower durante lo svolgimento della seconda parte della stagione "Death Valley".